# Kwanita
Kwanita est un prénom.

## Sens et origine du prénom
- Prénom masculin et féminin d'origine nord-amérindienne [1].
- Prénom qui signifie "les esprits sont bons" ou traduit également "Dieu aimable". Les Américains diront "God is gracious".

## Prénom de personnes célèbres et fréquence
- Prénom aujourd'hui peu usité aux États-Unis[2].
- Prénom qui a déjà été donné en France[3].